# Eugen Tuscherer
Eugen Tuscherer, gebürtig Eugen Tuchscherer, in der Emigration Eugène Tucherer (* 24. September 1899 in Kellemes, Österreich-Ungarn; † 17. August 1974 in Paris) war ein Produzent beim deutschen und französischen Film.

## Leben
Eugen Tuscherer arbeitete nach dem Ersten Weltkrieg als Journalist, ehe er als Aufnahmeleiter zum Film wechselte. Dort begann er als Aufnahmeleiter zu arbeiten und war in dieser Funktion 1924 auch bei dem Antikriegsfilm Namenlose Helden seines Schwagers, des Regisseurs Kurt Bernhardt, beschäftigt. Im August 1925 gründete er die Ikarus-Filmgesellschaft m.b.H. in Berlin. 1928 stieß Tuscherer als Produktionsleiter zur Produktionsfirma Terra.
Die Machtübernahme durch die Nationalsozialisten 1933 nötigte den Juden Tuscherer zur Emigration ins Ausland. In Paris setzte er seine Produzententätigkeit als Eugène Tucherer fort und drehte unter anderem eine Anzahl Mehrsprachenversionen.
Zusammen mit seinem gleichaltrigen Schwager Bernhardt gründete Tuscherer 1936 in London die British Unity Pictures, dann in Paris die französische Tochterfirma B.U.P. Française. Seine Heimat blieb das französische Kino. Unmittelbar vor dem Einmarsch deutscher Truppen nach Frankreich brachte er, gemeinsam mit dem Regisseur Max Ophüls, am 1. Mai 1940 einen flammenden Aufruf zum Frieden, das Film- und Geschichtsdrama Von Mayerling bis Sarajevo, zur Aufführung.
Während der deutschen Besatzung zur Inaktivität verdammt, setzte Tuscherer nach 1945 seine Arbeit als Produzent, zunächst für die Firma Elysée, später auch für andere Firmen fort. Seine fünf Jahre ältere Ehefrau Erna konnte nach dem beim Einmarsch deutscher Truppen in Frankreich dank eines Affidavits ihres Bruders Kurt 1940 in die USA reisen.

## Filmografie
- 1926: Qualen der Nacht
- 1930: Die große Sehnsucht
- 1930: Der Hampelmann
- 1930: Der Mann, der den Mord beging
- 1930: Der Mörder Dimitri Karamasoff
- 1932: Großstadtnacht
- 1932: Mirages de Paris
- 1933: Rund um eine Million
- 1933: Une fois dans la vie
- 1933: Rakoczy-Marsch
- 1934: L’or dans la rue
- 1937: La chaste Suzanne
- 1937: The Girl in the Taxi
- 1938: Carrefour
- 1938: Le train pour Vénise
- 1940: Von Mayerling bis Sarajewo (De Mayerling à Sarajevo)
- 1945: Chanson der Liebe (Étoile sans lumière)
- 1946: Zur roten Laterne (Macadam)
- 1948: Le paradis des pilotes perdus
- 1948: L’impasse des deux anges
- 1949: Agnes Bernauer (Le jugement de dieu)
- 1950: Rendezvous in Paris (Le château de verre)
- 1952: Le marchand de Vénise
- 1954: Mädchen verschwinden (Le port du désir)
- 1957: Die Liebe gehört mir (La garçonne)
- 1958: Die Katze (La chatte)
- 1958: Brigade des mœurs
- 1959: Tête folle
- 1959: Der Favorit der Zarin (Le chevalier du chevalier d’Éon)
- 1959: Die Katze zeigt die Krallen (La chatte sort ses griffes)
- 1960: Die Französin und die Liebe (La française et l’amour)
- 1960: Paris, Stadt der Versuchung (Le pave de Paris)
- 1962: Wir bitten zu Bett (Les petits matins)
- 1965: Spione unter sich (La guerre secrète)
- 1966: Die Haut des Anderen (Avec la peau des autres)
- 1968: L’amour au féminin: Emmanuelle et ses sœurs
- 1972: Auch die Engel essen Linsen (La belle affaire)
- 1973: Jet Set (La race des seigneurs)
- 1973: Der Mafioso (O.K. Patron)
- 1974: Bon Baisers … à lundi